# Chemische Biologie
Bei der Chemischen Biologie handelt es sich um einen Grenzbereich zwischen Chemie und Biologie, in dem mit Hilfe der synthetischen Chemie hergestellte Stoffe benutzt werden, um biologische Systeme zu studieren und zu manipulieren. Ziel kann die Grundlagenforschung sein, indem das generelle Verhalten z. B. von Zellen in Antwort auf bestimmte Stimuli untersucht wird. Interessant ist die chemische Biologie aber insbesondere auch in Bezug auf die Suche nach neuen Wirkstoffen und damit potentieller Arzneimittel.  

## Einleitung
Die chemische Biologie ist ein stark interdisziplinärer Bereich bei der versucht wird ältere reduktionistische Herangehensweise an Lebewesen zu überwinden. Dadurch soll eine Beschreibung eines Gesamtsystems auf Basis der Funktion seiner Einzelteile erfolgen (Holismus). Sie vereint wissenschaftliche Methoden und Herangehensweisen der medizinischen Chemie, supramolekularen Chemie, bioorganischen Chemie, Pharmakologie, der Biochemie und der Genetik.
Einige Teilbereiche der chemischen Biologie versuchen biologische Fragestellungen direkt durch Untersuchung lebender Systeme zu klären. Im Gegensatz zur klassischen Biochemie, Genetik und Molekularbiologie werden dabei in der Regel nicht Mutationen in Lebewesen erzeugt, sondern niedermolekulare Verbindungen eingesetzt. Dies kann sowohl in vitro als auch in vivo erfolgen. Da hierbei Startmoleküle (Hits) für die Wirkstoffentwicklung erhalten werden können (Leitstrukturgenerierung), ist die chemische Biologie besonders mit der medizinischen Chemie verknüpft.
Klassische Forschungsgebiete der chemischen Biologie sind unter anderem:
- Proteomik
- Glykobiologie
- kombinatorische Chemie
- Oligonukleotid-Synthese
- Peptidsynthese
- Lipidsynthese
- chemische Markierung von Proteinen